# Allan Zachariassen
Allan Zachariassen (4 novembre 1955) è un ex maratoneta ed ex mezzofondista danese.

## Biografia
Detiene il record nazionale danese sui 30 km.

## Palmarès
| Anno | Manifestazione    | Sede        | Evento         | Risultato | Prestazione | Note |
| ---- | ----------------- | ----------- | -------------- | --------- | ----------- | ---- |
| 1979 | Mondiali di cross | Limerick    | Corsa seniores | 174º      | 42'17"      |      |
| 1982 | Mondiali di cross | Roma        | Corsa seniores | 80º       | 35'41"      |      |
| 1982 | Europei           | Atene       | Maratona       | dnf       | dnf         |      |
| 1984 | Giochi Olimpici   | Los Angeles | Maratona       | 25º       | 2h17'10"    |      |
| 1987 | Mondiali          | Roma        | Maratona       | dns       | dns         |      |
| 1988 | Mondiali di cross | Auckland    | Corsa seniores | 85º       | 37'26"      |      |

## Campionati nazionali
1983
- Oro ai campionati danesi, 30 km su strada - 1h33'39"

1984
- Oro ai campionati danesi, 20 km su strada - 1h01'35"

1986
- Oro ai campionati danesi, 20 km su strada - 1h00'22"

1988
- Oro ai campionati danesi, 20 km su strada - 1h01'17"

## Altre competizioni internazionali[1]
1983
- Oro alla Maratona di Barcellona ( Barcellona) - 2h11'05"

1984
- 11º alla Maratona di Tokyo ( Tokyo) - 2h12'16"

1986
- Bronzo alla Maratona di Rotterdam ( Rotterdam) - 2h11'56"

1988
- 9º alla Maratona di Rotterdam ( Rotterdam) - 2h12'27"

1989
- 17º alla Maratona di Londra ( Londra) - 2h13'15"